# История почты и почтовых марок Бутана
История почты и почтовых марок Бутана ведёт свой отсчёт с 1962 года, времени открытия почтовых отделений и нача́ла издания собственных почтовых марок. Королевство Бутан является членом Всемирного почтового союза (с 7.03.1969).
Эмиссия марок Бутана осуществляется на основе договоров, заключённых с иностранными филателистическими агентствами (Японии, Италии, Великобритании и др.), в количествах, значительно превышающих потребности почты страны. Ключевой фигурой в филателистической истории Бутана является Берт Керр Тодд (1924—2006), который, возможно, был первым американцем, посетившим Королевство Бутан. Он помогал в осуществлении проекта издания почтовых марок Бутана. Благодаря Берту Тодду, Бутан стал известен своими необычными почтовыми марками, которые, по замыслам Тодда, должны были вызвать к ним интерес во всём мире.

## Развитие почты
Расположенное в Южной Азии, в восточных Гималаях, Королевство Бутан имело до 1949 года статус протектората Великобритании, а с 1949 года стало независимым, имея особые договорные отношения с Индией, которые предусматривали индийский протекторат. До 1962 года бутанская почтовая связь находилась в примитивном состоянии, а для отправки небольшого количества исходящей международной корреспонденции почту доставляли в ближайшее почтовое отделение Индии. Немногочисленная международная корреспонденция, переправлявшаяся через Индию, франкировалась в индийском почтовом отделении индийскими марками.
Первое бутанское почтовое отделение стало действовать 10 октября 1962 года в городе Пхунчолинг, расположенном на границе с Индией. В этом же году почтовые отделения были открыты в Паро и столице Бутана Тхимпху. Для управления почтой Бутана при Министерстве связи (англ. Ministry of Communications) был создан Департамент почт и телеграфов (Department of Posts and Telegraphs). Единая почтовая служба в Бутане была организована накануне первого пятилетнего плана и была призвана содействовать сбалансированному социально-экономическому развитию всей страны. Первоначально почтой оказывались только самые простые услуги, такие как доставка писем, почтовых открыток и бандеролей. Транспортировка почты внутри страны и в Индию производилось с помощью носильщиков, мулов и иногда автомобилями. Международное сообщение осуществлялось только с Индией.
7 марта 1969 года Бутан стал членом Всемирного почтового союза, а в 1983 году присоединился к Азиатско-Тихоокеанскому почтовому союзу.
В соответствии с политикой Правительства Бутана о предоставлении автономии организациям, способным работать независимо, 1 октября 1996 года была создана почтовая корпорация — Bhutan Postal Corporation Ltd., которая с тех пор является официальным почтовым оператором Бутана.
По сведениям на 2010 год, почтовая сеть Бутана состояла из 89 точек предоставления почтовых услуг, включая два главных почтамта и 17 почтовых отделений.

## Выпуски почтовых марок

### Первые марки
До 1962 года в Бутане не эмитировались почтовые марки, если не считать фискальные марки, впервые появившиеся в 1954 году, которые при необходимости могли использоваться и для взимания почтового сбора.
Бутан приступил к выпуску почтовых марок для собственных нужд с 10 октября 1962 года. Первая серия включала марки семи номиналов — от 2 четрумов (chetrum) до 1,30 нгултрума, на которых были изображены почтовый гонец, стрелок из лука, як, карта Бутана, первый король страны Угьен Вангчук с символами власти и крепость Паро. Одновременно появилась и первая серия памятных марок.

### Последующие эмиссии
За период с 1954 по 1963 год было издано 18 почтовых марок (с учётом фискальных, также употреблявшихся как почтовые). Эмиссиями собственных почтовых марок правительство Бутана желало укрепить в мире образ бутанского независимого, суверенного государства.
В дальнейшем бутанские марки стали известны тем, что среди них можно встретить большое количество необычных выпусков.

### Вклад Берта Тодда
Своим зарождением программа издания марок Бутана обязана американскому бизнесмену Берту Тодду. Он изучал Бутан, будучи студентом Оксфордского университета, прибыл впервые в эту страну в 1951 году и стал позднее советником бутанского правительства и королевской семьи Джигме Дорджи Вангчука. Существует предположение, что он является первым американцем, который посетил Бутан, однако это утверждение невозможно доказать наверняка. Именно по его совету и при его участии была разработана бутанская программа выпуска почтовых марок. Одной из основных целей этой программы было привлечение денег, необходимых для усовершенствования инфраструктуры Бутана, после того как Всемирный банк отверг подготовленную при содействии Тодда заявку Бутана на ссуду.
Тодд основал Bhutan Stamp Agency (Бутанское марочное агентство) в Нассау на Багамах. Он довольно быстро вошёл в курс филателистического дела и изучил тонкости распространения марок через сеть филателистической торговли. Чтобы привлечь к бутанским маркам внимание, Тодд сделал упор на выпуски необычного дизайна, например, с использованием стереоскопического (объёмного, трёхмерного) эффекта, достигаемого с помощью лентикулярной технологии.
Необычные марки стали выходить начиная с 1966 года. Одни из первых в мире «объёмные» самоклеящиеся марки-картинки Бутана появились в 1967 году; на них были изображены астронавты и лунные модули. Эти трёхмерные марки разрабатывались четыре года в Японии и имели небывалый успех среди коллекционеров мира. К 1973 году марки составляли самую большую статью доходов Бутана.
После смерти Джигме Дорджи Вангчука в 1972 году на бутанский королевский трон взошёл его сын, Джигме Сингье Вангчук. В 1974 году он расторг контракт с фирмой Тодда и заключил договор на издание марок с другой американской компанией — Межгосударственной филателистической корпорацией.

Бутанский почтовый блок с изображением белогрудого медведя, 1990(Sc #937)

Задуманные Тоддом, но проигнорированные вначале многими коллекционерами некоторые ранние марки Бутана стали впоследствии культовыми объектами среди филателистов, а необычные носители и материалы позже были скопированы почтовыми ведомствами других стран для собственных выпусков. Так, Канада выпустила марки с объёмными (трёхмерными) изображениями, а Швейцария — марки, сделанные из дерева. В последующие годы марки Бутана приняли более привычный вид и лишь иногда печатались в необычном формате. Как бы то ни было, почтовые блоки и необычайно разнообразная тематика остаются главными особенностями программы выпуска почтовых марок Бутана.

### Эмиссионная политика и тематика
В результате многолетней практики выпуска филателистической продукции Бутана предприимчивыми иностранными дельцами мировой рынок
наводнили самые разнообразные бутанские марки — со стереоскопическим эффектом, на стальной и золотой фольге, с ароматом розы, марки—грампластинки и проч., круглые, квадратные, прямоугольные, ромбические и др., с зубцами и без зубцов, с надпечатками, блоки, посвященные М. Ганди, Дж. Кеннеди, исследованию космоса, Олимпийским играм и др., с изображениями птиц, насекомых, зверей, цветов, картин известных художников и даже легендарного «снежного человека».
На бутанских почтовых марках можно также часто увидеть сюжеты, отображающие национальную архитектуру дзонг, буддистское наследие и природу. Например, на серии марок, изданных в 2000 году по случаю выставки «Expo 2000», нарисованы шесть различных дзонгов в Бутане: Трашиганг, Лхунце, Гаса, Пунакха, Ташичо и Паро. Спортивные марки посвящались Олимпийским играм и чемпионатам мира по футболу.
Почта Бутана выпустила приличное количество уникальных почтовых марок с применением необычных материалов и технологий, многие из которых стали первыми в мире в своём роде, включая:
- одни из первых трёхмерных марок,
- первые марки с запахом,
- первые марки с красками, наложёнными слоями наподобие мазков на картине,[2]
- первые марки-барельефы,
- первые марки на стальной фольге и шёлке,
- первые марки, штампованные на экструдированном пластике[англ.],
- первые марки-грампластинки[18],
- одни из первых марок на оптических дисках — в виде CD-ROM (КНДР сделала такую марку раньше[19]).

Марки на фольге в виде монет изготавливались в 1966, 1968 и, наконец, в 1975 году. В 1969 году выходила серия из двенадцати почтовых миниатюр на фольге, на которых была отражена история развития металлургии — домны, прокатные станы, блюминги и т. п. Толщина фольги этих марок составляла всего 0,001 дюйма.
После космической серии 1967 года трёхмерные почтовые марки ещё не раз издавались Бутаном, в том числе:
- 1968 — марки с изображениями бабочек,
- 1969 — три серии с изображениями рыб, птиц и насекомых,
- 1970 — три серии, на которых запечатлены картины, животные и освоение космоса,
- 1971 — выпуск, посвящённый старинным автомобилям,
- 1973 — марки на тему «Грибы»,
- 1976 — выпуск с изображениями традиционных масок[21][22].

В 1971 году в свет вышли уникальные пластмассовые барельефные марки с изображением древних артефактов, а в 1972 году — такая же серия с портретами известных людей. На бутанских марках появлялись такие знаменитости, как Элвис Пресли (2003), Принцесса Диана (1981, 1982, 2003), Ганди (1969, 1972, 1998), Джон Ф. Кеннеди (1972, 2002), Елизавета II (2002), Мать Тереза (1998) и Альберт Эйнштейн (2000).
В 1973 году была выпущена серия из семи виниловых марок-грампластинок. На одной был записан гимн Бутана, на четырёх — народные мелодии. Ещё на одной марке-грампластинке был воспроизведён звуковой рассказ на английском языке об истории Бутана, а на последней — тот же рассказ, но на языке дзонг-кэ.
За период с 1962 по 1978 год было эмитировано более 700 бутанских марок и 82 блока, а также большое число параллельных беззубцовых выпусков (192 марки и 27 блоков). На непроданных остатках производились надпечатки новых номиналов. В последующие годы количество выпускаемых марок заметно сократилось, хотя по-прежнему не соответствовало почтовым нуждам страны.
Начиная с 1993 года Бутан ежегодно выпускает почтовые марки по случаю китайского Нового года. Тематика диснеевских мультфильмов отображена на бутанских марках и блоках, издававшихся в 1982, 1984 (две марки), 1985 (две марки), 1988, 1989 и, наконец, в 1991 годах.
В 2008 году почтовое ведомство Бутана одним из первых в мире выпустило почтовые марки на оптических дисках (в виде CD-ROM), о чём мечтал в последние годы своей жизни Берт Тодд. Другая подобная марка была произведена в 2009 году.

## Другие виды почтовых марок

### Фискальные и почтово-гербовые
Фискальные марки Бутана выходили в середине 1950-х и около 1960 и 1970 годов. Первая серия появилась в 1954 году и состояла из четырех марок. С 1955 года эти марки использовались для оплаты как гербового, так и почтового сбора (то есть в качестве почтово-гербовых). При этом посылались только простые письма, почтовый тариф для которых составлял ¼ рупии.
Второй выпуск фискальных марок также включал четыре миниатюры. Третья серию имела только одну марку в 10 четрумов. Информации о них недостаточно, но они доступны на филателистическом рынке и известно их использование на документах.
В 1962 году на марках номиналом в ¼ рупии была сделана вручную надпечатка новой стоимости в индийской валюте: 10 и 25 новых пайс (naye paise). Эти марки, по некоторым сведениям, употреблялись на почтовых отправлениях индийскими рабочими в Бутане.

### Почтово-благотворительные
Почтово-благотворительные марки Бутана впервые поступили в обращение в 1964 году.

### Авиапочтовые
Первые авиапочтовые марки были изготовлены в январе 1967 года по случаю открытия вертолётной линии между Пхунчолингом и Паро. Для этой цели марки прежних выпусков снабжались надпечаткой в виде изображения вертолёта и слова «Airmail» («Авиапочта»).

## Каталогизация
Отдельного каталога почтовых марок Бутана в настоящее время не существует. Однако информацию о бутанских почтовых эмиссиях можно найти в каталогах «Скотт», «Стэнли Гиббонс» и «Михель».

## Филателистическая ценность
Марки Бутана, в основной своей массе, вряд ли предназначаются для выполнения своей прямой основной функции — оплаты почтовых сборов. Их тиражи в несколько раз превышают почтовые потребности государства небольшого по величине и к тому же с высоким процентом неграмотности. Сама наклейка на конверт таких необычных знаков почтовой оплаты, как миниатюры из фольги или марки-пластинки, представляется неудобной и непривычной.
В то же время спрос на супероригинальные бутанские марки среди коллекционеров за тысячи километров от этой страны весьма большой. Доходы от филателистических продаж в прошлом достигали примерно 100 тысяч долларов в год и были важным источником валютных поступлений, что позволяло бутанскому королевству субсидировать развитие местной экономики. В 1990-е годы популярность марок Бутана оставалась весьма высокой, и, по некоторым сообщениям, почтовое ведомство зарабатывало до $485 000 в год на продаже филателистической продукции иностранным коллекционерам. С помощью марок Бутан преследовал также цель заявить о себе на международной арене.